# Mycelbaggar
Mycelbaggar (Leiodidae) är en familj inom ordningen skalbaggar. Mycelbaggarna tillhör den underordning med flest beskrivna arter, allätarbaggar, innehållande närapå 90% av alla skalbaggar. Familjen är mycket artrik och innehåller kanske upptill 3 700 olika arter runt om i världen, varav 126 finns i Sverige.

## Kännetecken
Arterna bland mycelbaggarna är oftast bruna eller svarta. De kännetecknas av sin halvklotformade kropp och somliga arter kan även rulla ihop sig som ett helt klot vid fara. Storleken är mycket variernade inom familjen, med allt från en längd på knappt en millimeter till någon centimeter. Den vanligaste längden ligger dock mellan tre och fem millimeter. Den största bredden på prothorax, det vill säga det främsta segmentet i mellankroppen, är sällan större än den största bredden på täckvingarna, möjligtvis är den avsevärt större. Mycelbaggarna har ingen nacke och sällan någon midja, eventuellt en antydan till midja.

## Levnadssätt
Allra oftast lever mycelbaggarna på och av svamp. Somliga lever på svamphyfer under och i marken och då främst i sandiga marker. Andra lever främst i svampar som växer på död ved och bark, där slemsvampar är särskilt vanliga boplatser. Deras föda utgörs av att bryta ner växtmaterial från exempelvis rutten ved, då i anknytning till svamp. Mycelbaggarnas larver har i stort sett samma typ av föda.
De arter som lever i markskiktet kommer ofta fram snart innan solnedgången, varma, kvava kvällar, och kan då fångas med håv om man önskar studera arter inom familjen. Arterna som däremot finns i träd kan många gånger handplockas. Dessvärre är många av arterna svårbestämda och deras närvaro tyder också ofta på en skyddsvärd miljö, varför man bör överväga att samla in dem.